# 萨满乐队
薩滿樂隊(English : The Samans)2007年組建于長春。现成員為王利夫(Lead Vocal)、高亞鑫(Programme/Samples)、任智超(Guitar)、翟曉宇(漢語名，Guitar)、齊驥(漢語名，Bass)、纪成林(Drum)組成。風格包含了工業金屬、另類金屬、電子音樂和交響樂的元素。樂隊的名字來源於分別來自中國東北和內蒙古的几位成員信仰的交集。樂隊的英文名稱（The Samans）之所以未使用shaman的羅馬字，是因為樂隊成員堅持認為在本民族語言中“薩滿”一詞并不這麼發音。他們的歌曲皆使用英文创作和表演。乐队于2009年10月发行首张EP《Weltreich》

## 作品
- Silent Planet（2008年收錄于《通俗歌曲》）

- Death March (2008年收錄于《利刃》) [2]
- Cross Of Iron(2008年收錄于《我愛搖滾樂》)[3]
- Moths To The Flame We Are (2009年收录于合辑《长春造音》)
- Attila (2009年收录于《我爱摇滚乐》第93期)
- The Marines
- Snowblind

## 专辑
- Weltreich 世界帝国（2009）

- Khan 可汗（2011）

- Whalesong 鲸歌（EP，2012）

- Lionheart 狮心（2013）

## 外部連結
- 中國搖滾第一站（日語） （页面存档备份，存于）
- 豆瓣 （页面存档备份，存于）